# Minisprache
Minisprachen sind spezielle Programmiersprachen bzw. bestimmte Teilmengen von Programmiersprachen, die dazu dienen, Programmieranfängern einen vereinfachten Einstieg in die Programmierung zu ermöglichen. Mit den Sprachen einher gehen im Allgemeinen spezielle didaktische Modelle und einfach zu handhabende Programmierwerkzeuge zum Erlernen der Konzepte der Programmierung. Minisprachen weisen im Einzelnen folgende Charakteristika auf:
- reduzierter Grundbefehlssatz
- inkrementelle Einführung der Programmierkonzepte
- Konzentration auf die Algorithmik
- sofortige Visualisierung der Auswirkungen von Befehlen
- einfach zu bedienende Programmierumgebungen

Bekannte Minisprachen sind das Java-Hamster-Modell, Niki – der Roboter und Kara der Marienkäfer.